# In der Haut eines Löwen
In der Haut eines Löwen (engl. OT: In the Skin of a Lion) ist der Titel des 1987 publizierten zweiten Romans des kanadischen Schriftstellers Michael Ondaatje. Erzählt wird die  Geschichte des Holzfällersohns Patrick Lewis aus der Provinz Ontario, der in den 20er Jahren des 20. Jhs. aus dem archaischen Leben in den Wäldern nach Toronto kommt, dort zusammen mit Einwanderern einen Unterwassertunnel baut und in einer Gerberei Häute zuschneidet. Durch Liebesaffären wird er in anarchistische Klassenkampf-Aktionen verwickelt und er verbindet dies mit seinen persönlichen Racheplänen. Die deutsche Übersetzung von Peter Torberg erschien 1990.

## Inhalt

### Motto
Zwei Mottos sind dem Roman vorangestellt:
- Nach dem Tod seines Freundes Enkidu[3] irrt Gilgamesch durch das Land, „gekleidet in die Haut eines Löwen“.[4]
- Der Schriftsteller John Berger spricht sich für eine neue, uneinheitliche Erzählform aus.

### Kleine Samen
Das erste Kapitel des ersten Buches „Kleine Samen“ erzählt von der Kindheit und Jugend des 1902 geborenen Patrick Lewis in Bellrock nordwestlich von Kingston in der Provinz Ontario. Es ist ein archaisch-einfaches Leben in den großen Wäldern, v. a. in den Wintern, wenn die Landschaft verschneit und die Flüsse vereist sind. Sein gesellschaftsscheuer Vater Hazen arbeitet für Viehzüchter, fällt im Winter Bäume oder sprengt nach einer selbst erfundenen Methode Stämme, die sich beim Flößen im reißenden Strom blockieren und einen Stau verursachen, mit Dynamit frei. Sein Sohn wächst in dieser ländlichen Isolation auf, beobachtet Insekten und sensibilisiert seine Wahrnehmung für das Leben des Mikrokosmos. Er beobachtet die im Winter angereisten finnischen Holzfäller beim Schlittschuhlauf auf den zugefrorenen Flüssen und beim gefährlichen Flößen der Stämme im Frühjahr. Patrick hilft seinem Vater bei der Arbeit, z. B. beim Herausziehen einer ins Eis eingebrochenen Kuh mit um ihren Körper im eiskalten Wasser befestigten Seilen. Nachdem Hazen Lewis bei der Sprengung von Feldspatfelsen ums Leben gekommen ist, verlässt der 21-jährige Sohn 1923 die Wälder und sucht sich Arbeit in Toronto.

### Die Brücke

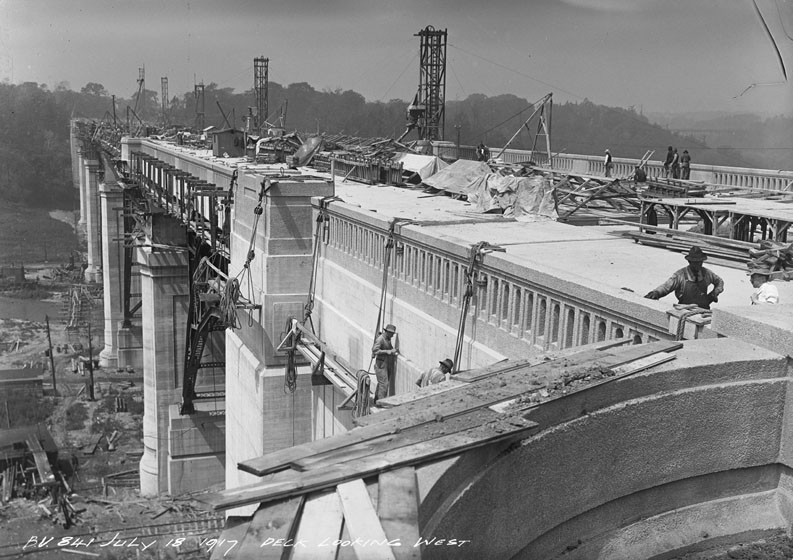
Bau des Bloor Street bzw. Prince Edward Viadukts (1916)

Vom zweiten Kapitel an wechselt die Szenerie nach Toronto. Die erste Geschichte spielt 1917 und handelt von dem Brückenarbeiter und artistischen Kletterer Nicholas Temelcoff und seiner Rettung einer Nonne:
Ein ehrgeiziges Projekt des Kommissars für öffentliche Arbeiten der Stadt Toronto R. C. Harris ist der Bau des Bloor Street Viadukts, das den Osten Torontos mit dem Zentrum verbinden und Verkehr, Wasser und Strom transportieren soll. Als der Baurat in einer Aprilnacht die Baustelle besichtigt, wird er Zeuge, wie eine Nonne vom Sturm von der Brücke geweht wird und abstürzt. Zu diesem Zeitpunkt hängt der mazedonische Höhenarbeiter Temelcoff an seinem Seil vor dem mittleren Brückenbogen, fängt die Herabstürzende auf und rettet ihr Leben. Dabei kugelt er sich einen Arm aus. Die Nonne begleitet ihn zum nahen Ochridsee-Restaurant und versorgt ihn bis zum Eintreffen eines Arztes. Dann schneidet sie sich den unteren Teil ihrer Kutte in Rocklänge ab und verlässt, beobachtet vom Papagei Alicia, das Lokal: „Was aus ihr wird, wird sie in dieser Minute“. Vermutlich taucht sie später im Roman wieder auf: als Verwandlung von der schweigenden Nonne über den Papagei namens Alicia zur Schauspielerin und politischen Aktivistin Alice.
Die Frage ihrer Identität beschäftigt Patrick, als er mit der Schauspielerin Alice in den 1930er Jahren zusammenlebt und durch deren Tochter Hana den Bäcker Temelcoff kennenlernt. In der Bibliothek liest er Zeitungsartikel über den Brückenbau und den Absturz der Nonne, deren Leiche man nicht gefunden hat (Kap. Palast der Reinigung).

### Der Sucher
Im dritten Kapitel „Der Sucher“ wird Patricks Lebensgeschichte in den 1920er Jahren weiter verfolgt: Nachdem er seine Heimat verlassen hat, arbeitet er 1924 in Toronto nach einem Jahr in verschiedenen Stellungen als „Sucher“ im Vermisstenfall Ambrose Small. Small ist durch Spekulationsgeschäfte mit Immobilien zum Millionär geworden. Er besitzt neben Hotels mehrere Theater in Toronto, Kingston, London (Ontario), Sudbura usw. 1919 verschwindet er spurlos und seine Familie setzt 80 000 Dollar zur Aufklärung des Falles aus. Dadurch werden viele Detekteien und private „searcher“ zu Ermittlungen animiert, so auch Patrick Lewis. Er spricht mit Smalls Frau Theresa Kormann, und in Paris, Ontario, mit seiner Geliebten, der Schauspielerin und Radio-Hörspiel-Sprecherin Clara Dickens.
Diese verführt den jungen unerfahrenen Mann und bindet ihn durch ihm bisher unbekannte sexuelle Praktiken an sich. Durch sie lernt er ihre Freundin und Kollegin Alice Gull kennen, mit der er zwei Jahre später eine ebenso leidenschaftliche Beziehung beginnt. Nach einiger Zeit verlässt ihn Clara mit der Erklärung, sie fühle sich an Small gebunden und wolle zu ihm in sein Versteck ziehen. Sie warnt ihren eifersüchtigen Liebhaber, ihr zu folgen, und lässt ihn verletzt und vereinsamt zurück. Während er tagsüber in einer Sägemühle arbeitet, träumt er nachts von ihr und schreibt ihr Gedanken-Briefe.
Zwei Jahre später trifft Patrick zufällig Alice, die eine Beziehung mit ihm initiiert. Durch sie und Claras Mutter erhält er Informationen über Claras Ehe mit Stump Jones, ihre Scheidung, ihre Liebschaft mit Small und ihr Versteck im Ort seiner Kindheit bei Bellrock. Dort findet er den Millionär im großen Haus der Rathbun Timber Compagny und fordert von ihm die Rückkehr Claras zu ihm. Es kommt zum Kampf: Während Patrick vor dem Haus wartet, überschüttet ihn Small mit Kerosin und zündet ihn an. Patrick löscht den brennenden Mantel durch einen Sprung in den Fluss. Darauf wirft Small ihm einen Molotowcocktail nach und er verletzt den Rivalen durch einen Stich. Halbblind und blutend läuft Patrick zum Hotel. Dort besucht ihn Clara, verarztet ihn, schläft mit ihm und kehrt zu Small zurück.

### Palast der Reinigung
Das zweite Buch erzählt im Wesentlichen Patricks Arbeit in Toronto und seine Beziehung zu Alice Gull.

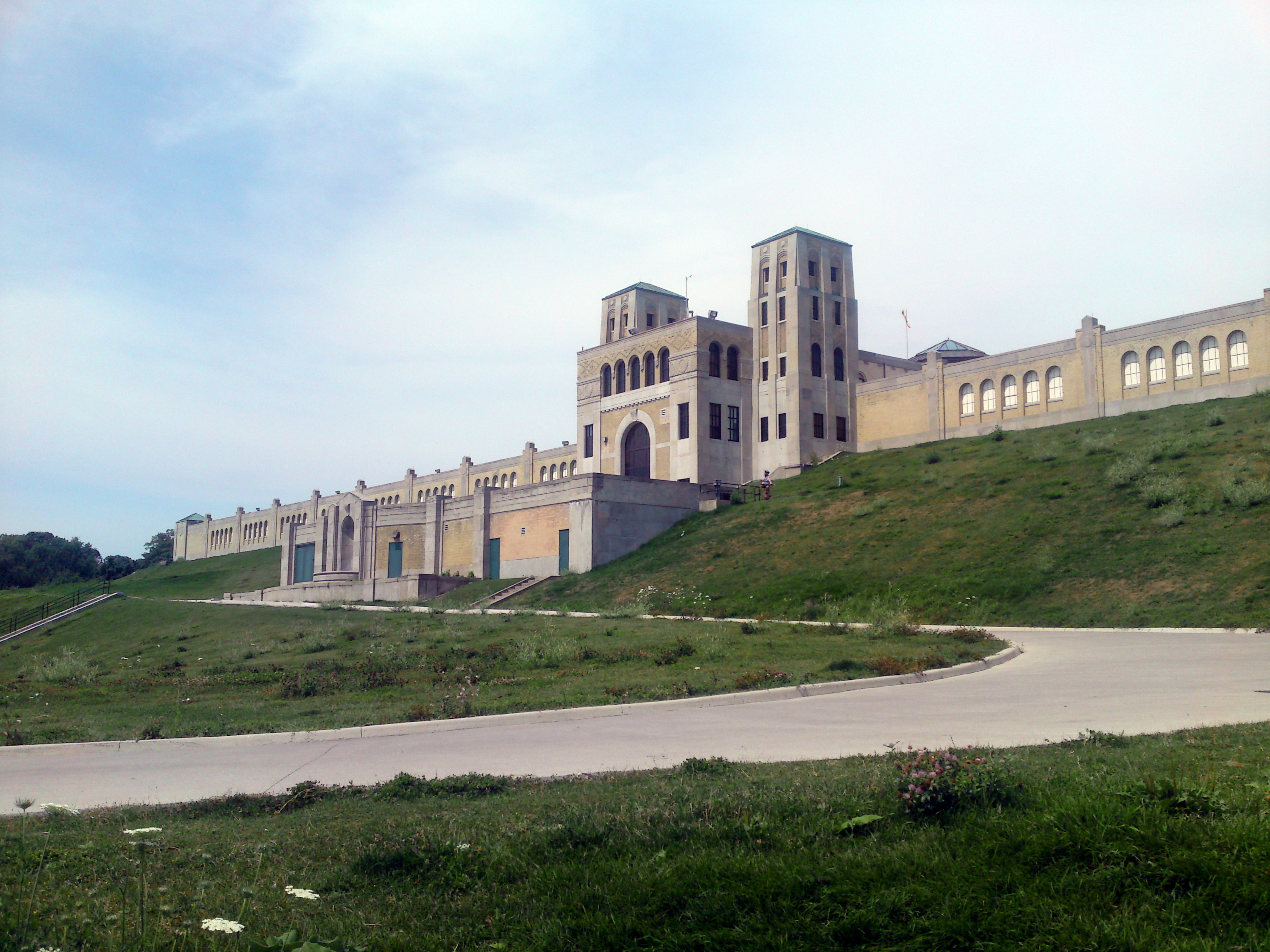
R. C. Harris Wasseraufbereitungsanlage

Im Jahr 1930 arbeitet Patrick in Acht-Stunden-Schicht als Arbeiter und Sprengmeister zusammen mit Kollegen aus Italien und Griechenland am Tunnelbau unter dem Ontariosee, um das ambitionierte Wasserversorgungs-Projekt von Commissioner Rowland Harris zu realisieren. Er mietet eine Wohnung in einem Arbeiterviertel, in dem viele mazedonische Einwanderer leben, und wird von ihnen in die Nachbarschaftsgemeinschaft aufgenommen. Kosta, der Besitzer des Ochridsee-Restaurants, lädt ihn zu einer geheimen Veranstaltung von Einwanderern verschiedener Nationalitäten im Wasserwerk ein. Man trifft sich dort zu Musik, politischen Diskussionen und Agitationstheater. Patrick entdeckt in einer als Puppe maskierten Figur auf der Bühne die Schauspielerin Alice Gull, die ihn in ihr Pantomimenspiel einbezieht. Sie nimmt ihn mit in ihre kleine Wohnung, in der sie mit ihrer neunjährigen Tochter Hana lebt. Patrick zieht zu ihr und sie führen bis zu Alices Tod und Patricks Inhaftierung zwei Jahre später ein Familienleben.
Als der Tunnel fertiggestellt ist, findet Patrick eine Stelle als Zuschneider von Fellen in einer der Wickett-and-Craig-Gerberei. Dort sieht er die schlechten Arbeitsbedingungen der Gerber und Färber. Durch Hana lernt er den Bäcker Nicholas Temelcoff kennen. Er stößt auf Bilder und Zeitungsartikel über den Brückenbau und befragt Temelcoff darüber. Dieser erinnert sich langsam, holt die Geschichte aus dem Vergessen heraus, erzählt sie aber nur seiner Frau. Patrick rätselt weiter über Alices Vorleben und über den Kern ihrer Persönlichkeit. Fasziniert ist er von der Verwandlungsfähigkeit der Schauspielerin, den Übergängen zwischen Kunst und Alltag. Sie schweigt über ihre Vergangenheit und erzählt nur Bruchstückhaftes über Hanas Vater, einen Aktivisten mit dem Decknamen Cato, der als Sohn eines finnischen Holzfällers in den Wäldern nördlich des Ontariosees geboren wurde und sich wie sein Vater der Gewerkschaftsbewegung anschloss. Die Beziehung zu Alice war nur eine unter vielen. Er war oft unterwegs und starb während ihrer Schwangerschaft im Norden. Als er einen Streik der Arbeiter vorbereiten wollte, wurde er entdeckt und auf der Flucht erschossen. Alice führt die politische Arbeit Catos in ihrer Weise als Schauspielerin weiter und sie spricht mit Patrick über die Situation der von den reichen Fabrikanten ausgenutzten Arbeitern, den schlechten Arbeitsbedingungen und dem geringen Lohn und versucht, allerdings vergeblich, ihn vom Klassenkampf zu überzeugen. Er fühlt sich den Einwanderern gegenüber als der „Andersartige, die dritte Person im Bild: Er ist der, der hier in diesem Land geboren wurde […] Er war ein Beobachter, ein Korrektor […] Clara und Ambrose und Alice und Temelcoff und Cato – diese Gruppe spielte ihr Stück ohne ihn.“

### Reue
Erst spät beteiligt Patrick sich an den Aktionen der Gewerkschaftler: „Alice hing stets und immer einer Idee an, einer großen Sache, die mit Reichtum und Macht zu tun hatte. Und am Ende, […] auf der Straße […] überrascht, dass Patrik da war, war nichts beendet, nichts erreicht. „Nachdem sie „auf dem blutigen Pflaster […] zerstört“ in seinen Armen starb. Im letzten Buch erfährt der Leser, dass sie durch eine vermutlich von Patrick gebaute Bombe starb, die sie durch eine Verwechslung zweier Taschen beim Marsch der Streikenden bei sich trug. Patrick will den Tod Alices rächen, fährt zum, im Lake of Bays gelegenen, Bigwin Island, dem Tummelplatz der Reichen, und entzündet in dem nach seiner Warnung von den Gästen verlassenen Hotel Muskoka einen Paraffinkanister. Dann flüchtet er vom Tatort und schwimmt zum Kreuzfahrtschiff „The Cherokee“.

### Caravaggio
David Caravaggio wird zum ersten Mal im zweiten Kapitel des ersten Buches als Brückenarbeiter erwähnt. Das erste Kapitel des dritten Buches erzählt seine Karriere als Dieb: Bei seinem ersten Einbruch überraschen ihn die Eigentümer und er bricht sich bei einem Sprung aus dem Fenster einen Knöchel. Er schleppt sich zu einer Champignon-Farm und versteckt sich in einer der Hallen. Dort wird er von der italienischen Arbeiterin Giannetta entdeckt, die ihn versorgt und als Frau verkleidet hinausschmuggelt. So lernt er seine Frau kennen. Nach amateurhaften Anfängen gerät er in einen Kreis von Meisterdieben, deren eigenständige Handschriften er studiert und zu einer über den Aspekt der Arbeit hinausreichenden Kunst entwickelt.
In der Haupthandlung des Kapitels flieht Caravaggio mit Hilfe Patricks, der nach seinem Brandanschlag eine fünfjährige Haftstrafe absitzt, aus dem Zuchthaus von Kingston, nachdem er von Mitgefangenen angegriffen und verletzt worden ist. Er seilt sich vom Dach des Gefängnisses ab, fährt in einem Zug versteckt nach Trenton und wandert am Trent River entlang in ein Sommerhausgebiet nördlich des Ontariosees. Dort bricht er in das Haus einer Schriftstellerin ein, die ihn nicht verrät, telefoniert mit seiner Frau, erfährt, dass die Suche nach ihm offenbar abgebrochen wurde, und kehrt zu ihr in einer chaotisch-orgiastischen Schlussszene zurück.

### Maritimes Theater
1938 finden im Leben der Protagonisten große Veränderungen statt:
- Patrick wird aus dem Gefängnis entlassen und holt die inzwischen 16-jährige Hana von Temelcoffs Familie ab, die in der Zwischenzeit das Mädchen bei sich aufgenommen hat.
- Ambrose Small hat sich in Marmora im Hastings County immer mehr in sich zurückgezogen. Er sitzt in der Art des Asketen im Lotossitz in einem kahlen Zimmer und spricht zusammenhanglos von seinem Leben. Clara muss erfahren, dass sich ihr Wunsch, ihn zu kennen, nie erfüllen wird. Nach seinem Tod ruft sie Patrick an und bittet ihn, sie abzuholen. Nach einer Schlafpause von 40 Minuten, in der Patrick von seinem Anschlag auf Harris Wasserwerk träumt, fährt er zusammen mit Hana nach Marmora: „Licht an“ sagt er.

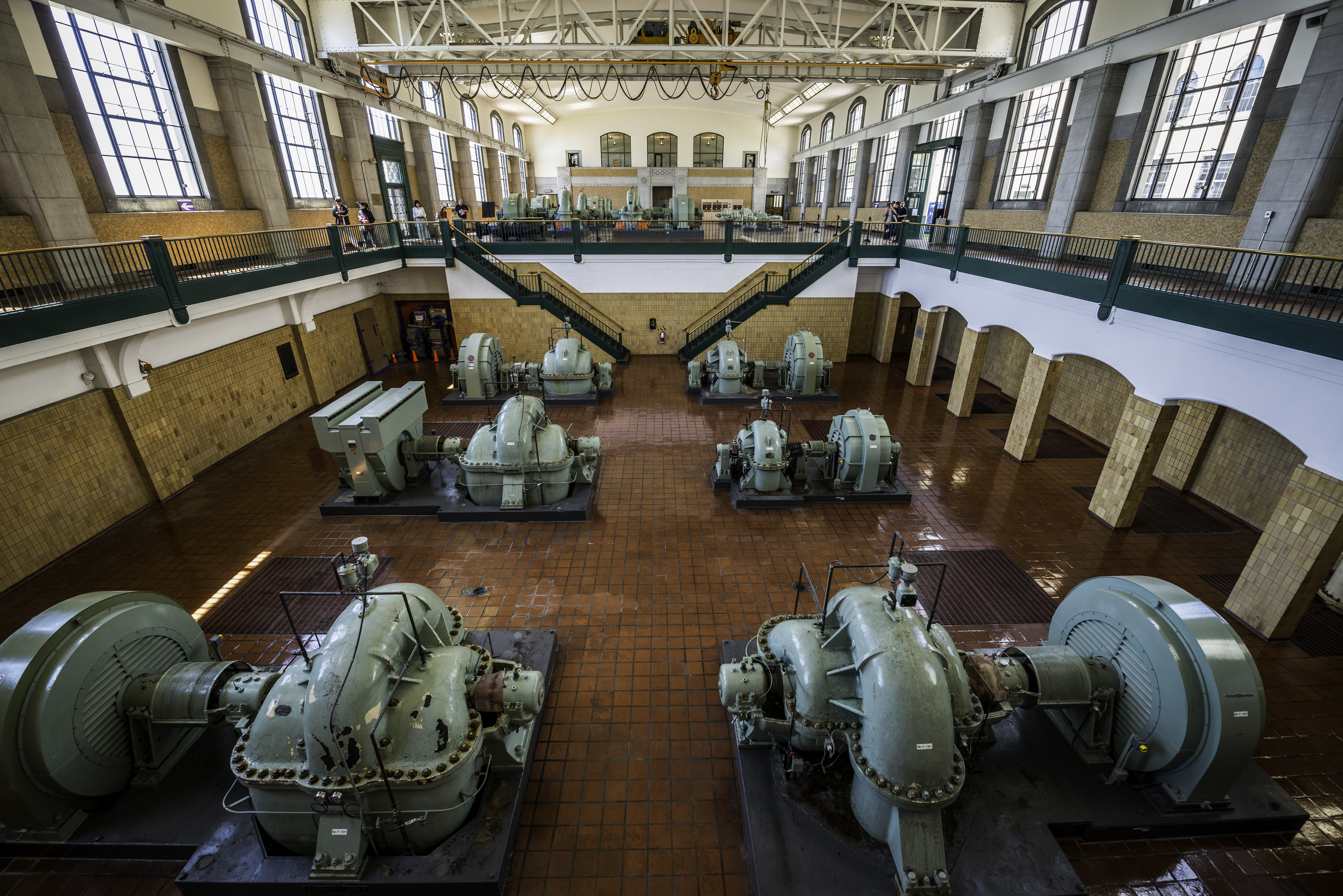
Wasserpumpensaal der R. C. Harris Wasseraufbereitungsanlage

In seinem Traum, bzw. in seiner traumhaften Erinnerung an seinen Anschlag, will sich Patrick beim Sommer-Kostümball des Jachtclubs auf Toronto Island, am 7. Juli 1938, für Alices Tod rächen und plant die Sprengung des Wasserwerks. Da Harris das Gebäude bewachen lässt, muss er vom Wasserzulauf auf dem Sees her agieren. Er hat bereits nach seiner Entlassung Kontakt mit Caravaggio aufgenommen, der sich in die Welt der Reichen einschleicht und in ihren Gesellschaften großspurig auftritt. Für die Aktion befreunden sich Patrick, Caravaggio und Giannetta mit einem Jachtbesitzer und dessen Frau, betäuben diese mit Chloroform, fahren mit der Jacht in die Nähe der Plattform und rudern dann mit einem Boot zum Eingang des Ansaugrohrs. Dann taucht Patricks durch das Rohr zum Tunnel, der in den Turbinenraum des Wasserwerks führt, befestigt Dynamitstangen an den Maschinen und zieht die Zündschnur in Harris Büro. Dort kommt es zu Konfrontation mit dem Stadtbaurat, der in seinem Lieblingsprojekt übernachtet: Patrick macht Harris Vorwürfe wegen der schlechten Arbeitsbedingungen im Vergleich zur kostspieligen Ausstattung des Bauwerks. Dieser rechtfertigt dies mit einer Investition für die Zukunft und dazu brauche man Visionen und Macht, um solche Projekte durchzusetzen. Patrick dagegen würde alle Macht ablehnen. Er hätte in seinen Wäldern bleiben sollen. Er erklärt ihm, Alice sei nicht durch seine Leute, sondern von einem Anarchisten ermordet worden. Patrick ist durch die Verletzungen beim Tauchen durch die Röhre und die Anstrengungen erschöpft. Mit dem Gedanken „Er sah die Löwen um sich, kraftvoll und stark¸ dann nahm er seine Axt in die Hand, er zog sein Schwert aus dem Gürtel, und er fiel über sie her wie ein Pfeil, der von der Sehne schellt“ schläft er ein. Harris, selbst nur ein Diener der Machthaber, ist berührt von seiner Geschichte und lässt vom Sicherheitsdienst die Sprengkapseln entschärfen und eine Krankenschwester rufen.

## Der englische Patient
Die Schicksale einiger Protagonisten werden im Roman Der englische Patient weiterverfolgt:
- Nach ihrer Rückkehr zu Patrick wird Clara, die Freundin ihrer Mutter, Hanas Pflegemutter. Die fast 21-Jährige kommt 1943 mit einer kanadischen Infanterie-Division als Krankenschwester nach Italien. Sie hat im Krieg ihren Mann verloren und ihr Kind abgetrieben. Claras Briefe, die sie während ihres einjährigen Italienaufenthalts gesammelt hat, beantwortet sie erst am Ende des Romans und teilt ihr den Tod Patricks mit. Dieser musste in Frankreich mit schweren Brandverletzungen von seinem Truppenverband zurückgelassen werden und starb in seinem Versteck in einem Taubenhaus. Hana will nach dem Krieg zu Clara in ihre Blockhütte in der Georgian Bay zurückzukehren.
- Caravaggio wird Mitarbeiter des britischen Geheimdienstes und spioniert während des Krieges in Nordafrika. Als er erfährt, dass der „englische Patient“ in der toskanischen Villa San Girolamo gepflegt wird, versucht er dessen Identität zu enthüllen und trifft dort Hana, die Pflegetochter seines Freundes Patrick.

## Form
Das zweite Motto, ein Zitat des Schriftstellers John Berger, verweist auf die heterogene Form von Ondaatjes Roman: die Mischung aus vom Autor genau recherchierten historischen Fakten, der geographischen Lokalisierung der Handlungsorte und der oft ins Surreale gesteigerten erfundenen Handlungen. Diese und weitere Merkmale – die Metafiktion (Ansprache an das Publikum), die Intertextualität (Zitate und Motive aus anderen Werken) und der Wechsel der Erzählperspektive – werden von Literaturwissenschaftlern als Kennzeichen der Postmoderne genannt.
Für Ina Ferris, Universität Ottawa, ist die „hybride Natur“ dieser literarischen Formen oft schwer fassbar, weil der Autor „nach Erzählstrukturen sucht, ihnen aber misstraut, der Wort und Welt zu verbinden sucht, sich aber nicht sicher ist, ob es sich überhaupt um zwei Begriffe handelt“.
Männle weist außerdem auf die an der Filmtechnik (Kameraschwenk und -einstellungen bei der Brückenszene) sowie an der Lyrik orientierte bildhafte und metaphernreiche Sprache hin. Z. B. symbolisiert, wie Gamlin erläutert, die im Titel genannte Haut eines Löwen auch den Roman in seiner Gesamtheit: „Patricks Fellnahme lässt ihn am Prozess der Nacherzählung und Gestaltung der Geschichte teilhaben. Der Mantel des Schauspielers und das Löwenfell sind eins“: „Ondaatje bereichert die Hautbilder in den Gerbereiszenen, in denen die eigene Haut sinnbildlich für die Gewinnung einer neuen kulturellen Identität steht.“
Auch Lüdke lobt den Bilderreichtum des Romans: „Was bleibt sind die Bilder. Über Monate hinweg haben sie mich immer wieder eingeholt […] Beim zweiten Lesen wusste ich, dass mich diese Bilder nie mehr loslassen werden.“

## Rezeption
Die Bewertungen des Romans sind überwiegend positiv. Zwei Themen stehen dabei im Zentrum: Einmal die Einschätzung als wichtiger Beitrag zur kanadischen Literatur, der Selbstfindungsprozess der Protagonisten, stellvertretend für die Identitätssuche des Landes, und zweitens die Einordnung zur postmodernen Literatur.

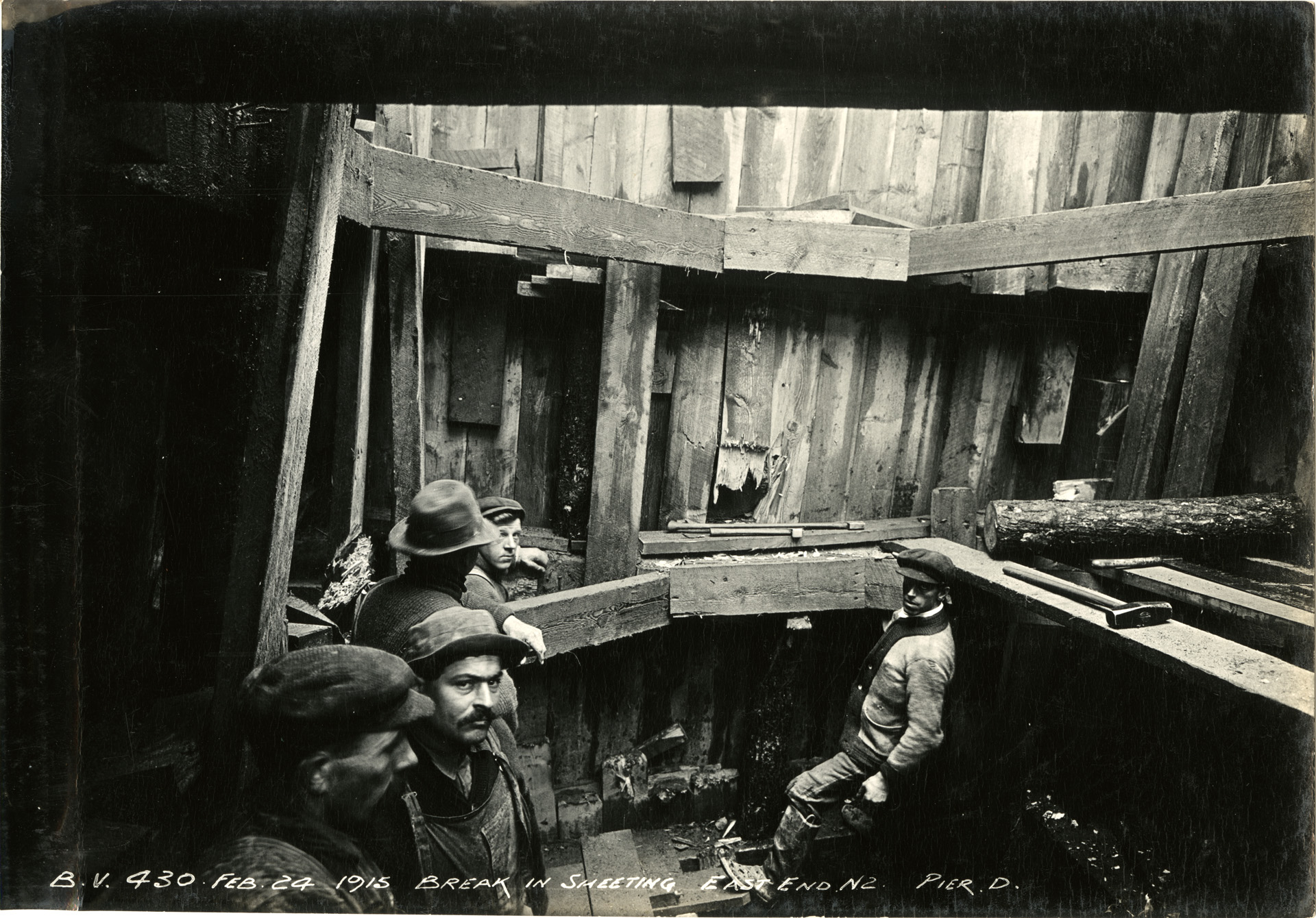
Arbeiter im Prince Edward Viadukt, 1915.

Die kanadische Literaturkritik lobt die „meisterhaft durch die Zeit zurück“ geführte Reise, welche „die Geschichte der vibrierenden und wachsenden Stadt Toronto […] in den 1920er Jahren wieder lebendig werden [lässt]“ und „sich gefühlvoll mit den oft vergessenen Ecken der Geschichte auseinander[setzt]“. Ondaatje schreibe die Geschichte neu und gebe der Erfahrung der Einwanderer eine Stimme, in der Toronto als Bühne für ständig wachsende und sich verändernde multikulturelle Erzählungen wieder lebendig wird. Auf die Verarbeitung der Einwanderungsgeschichte Kanadas und den Multikulturalismus wird in vielen Rezensionen und Analysen hingewiesen. Nach Gamlin
revidiert der Autor Torontos Stadtgeschichte: „Während in offiziellen Berichten vor allem die Stadtplaner und Unternehmen der Stadt erwähnt werden, räumt Ondaatje solchen Funktionären und ihren Visionen weniger Erzählraum ein und konzentriert sich stattdessen auf diejenigen, die die Stadt gebaut haben, und ihre Geschichten. Seine „Studie der Neuen Welt“ konzentriere sich nicht auf „das Kontrollzentrum“, sondern wende sich „den Arbeitern an der Peripherie zu.“
Diese Einwanderungsvielfalt werde, wie es Ondaatje eindrucksvoll realisiere, „am besten durch mündliche Erzählungen wiedergegeben, die sich konventionellen monomorphen Darstellungen widersetzen“. Der Autor greife auf die Anfänge des Geschichtenerzählens im Gilgamesch-Epos und als narratives Modell auf mündliche Erzählstrategien zurück und der Titel des ersten Kapitels Kleine Samen weise auf die Entstehung des Lebens hin. Patrick beobachtet die ihn umgebende prähistorische Natur. Erst nach diesem primären Kontext hergestellt, öffnet Die Brücke auf „magische Weise eine prometheische Flamme, um das Kommen der neuen Metropole zu signalisieren“. Vor diesem kulturgeschichtlichen Kontext betone „Ondaatjes Nacherzählung bisher ungeschriebener Geschichte“ das Problem der Einwanderung und den „fortwährenden Kampf um eine akzeptable Gewaltenteilung innerhalb sich wandelnder gesellschaftlicher Konstrukte“.
Diese positiven Bewertungen spiegeln sich auch
- in der Verleihung des Trillium Book Award (1987) und des Toronto Book Award (1988) für In the Skin of a Lion
- sowie in der Entscheidung der Jury des Rundfunk-Wettbewerbs Canada Reads, die 2002 In der Haut eines Löwen als Buch ausgewählt hat, das jeder Kanadier lesen sollte,
- und in der Kennzeichnung eines wichtigen Handlungsortes des Romans: 2009 wurde am Bloor Street Viaduct eine Passage aus dem Kapitel The Bridge angebracht, die zum ersten Lesezeichen für Project Bookmark Canada wurde.
- Das Archiv der Stadt Toronto organisierte nach der Veröffentlichung des Romans einen Vortrag und eine Führung durch seine 26 000 Negative umfassende Sammlung historischer Fotos des Stadtphotographen Arthur Goss, da Ondaatjes Informationen über die Einwanderer und die Arbeiterklasse im Toronto des frühen 20. Jahrhunderts sich auf Goss’ Fotografien stützen.[16] Der Autor hat Goss in die Tunnelszene unter dem Ontariosee als literarische Figur eingebaut.[17]